# Anders Brandel
Anders Lennart Brandel, född den 3 september 1924 i Nyköping, död den 29 oktober 2006 i Helsingborg, var en svensk jurist. Han var son till Elias Brandel.
Brandel avlade reservofficersexamen 1946 och juris kandidatexamen vid Uppsala universitet 1951. Han genomförde tingstjänstgöring i Åse, Viste, Barne och Laske domsaga 1951–1954. Brandel blev fiskal i Göta hovrätt 1955, assessor där 1962, tingsdomare i Hedemora domsaga 1963 och revisionssekreterare 1965. Han var rådman i Hedemora tingsrätt 1971–1984 och lagman där 1984–1990. Brandel var ordförande i utskrivningsnämnden för Kopparbergs län 1983–1992. Han blev riddare av Nordstjärneorden 1967. Brandel vilar på Grevie kyrkogård.